# Simple Dreams
Simple Dreams är ett musikalbum av Linda Ronstadt som lanserades 1977 på Asylum Records. Skivan blev en av Ronstadts största framgångar i USA, och knuffade ner Fleetwood Macs Rumours från förstaplatsen på Billboard-listan, en position albumet haft i 29 veckor. Ronstadt fick också stora singelhits med coverversioner av Buddy Hollys "It's So Easy" och Roy Orbisons "Blue Bayou". Albumet tilldelades en Grammy för "bästa skivomslag". Skivan blev listad som #27 i tidningen Village Voices "Pazz & Jop"-lista 1977.

## Låtlista
(upphovsman inom parentes)
1. "It's So Easy" (Buddy Holly, Norman Petty) - 2:27
2. "Carmelita" (Warren Zevon) - 3:07
3. "Simple Man, Simple Dream" (J.D. Souther) - 3:12
4. "Sorrow Lives Here" (Eric Kaz) - 2:57
5. "I Never Will Marry" (Trad.) - 3:12
6. "Blue Bayou" (Roy Orbison, Joe Melson) - 3:57
7. "Poor Poor Pitiful Me" (Warren Zevon) - 3:42
8. "Maybe I'm Right" (Waddy Wachtel) - 3:05
9. "Tumbling Dice" (Keith Richards, Mick Jagger) - 3:05
10. "Old Paint" (Trad.) - 3:05

## Listplaceringar
- Billboard 200, USA: #1[2]
- UK Albums Chart, Storbritannien: #15[3]
- RPM, Kanada: #1
- Nederländerna: #8[4]
- Topplistan, Sverige: #46[5]